# Трутовиковые жуки
Трутовиковые жуки, или цииды (лат. Ciidae) — семейство насекомых отряда жесткокрылых. Космополитная группа.

## Описание
Семейство крошечных жуков, в длину достигающих 0,5—7 мм. Усики содержат от 8 до 10 сегментов (7-члениковые у Scolytocis panamensis). Питаются трутовыми грибами из семейств Polyporaceae, Ganodermataceae и Hymenochaetaceae, реже питаются на Tricholomataceae, Stereaceae, Schizophyllaceae и Auriculariaceae.

## Систематика
650 видов. Подсемейство Sphindociinae включает единственный вид Sphindocis denticollis Fall (Северная Америка). Подсемейство Ciinae делится на три трибы: Xylographellini Kawanabe & Miyatake, 1996, Orophiini Thomson, 1863 и Ciini Leach, 1819.
- Acanthocis Miyatake, 1954
- Aliocis Sandoval-Gómez & Lopes-Andrade, 2015
- Apterocis Perkins, 1900
- Atlantocis Israelson, 1985
- Ceracis Mellié, 1849
- Cis Latreille, 1796
- Cisarthron Reitter, 1885
- Dichodontocis Kawanabe, 1994
- Dimerapterocis Scott, 1926
- Diphyllocis Reitter, 1885
- Dolichocis Dury, 1919
- Ennearthron Mellié, 1847
- Euxestocis Miyatake, 1954
- Falsocis Pic, 1916[4]
- Grossicis Antunes-Carvalho, Sandoval-Gómez & Lopes-Andrade, 2012
- Hadreule Thomson, 1859
- Hyalocis Kawanabe, 1993
- Lipopterocis Miyatake, 1954
- Malacocis Gorham, 1886
- Neoapterocis Lopes-Andrade, 2007
- Neoennearthron Miyatake, 1954
- Nipponapterocis Miyatake, 1954
- Nipponocis Nobuchi & Wada, 1955
- Octotemnus Mellié, 1847
- Odontocis Nakane & Nobuchi, 1955
- Orthocis Casey, 1898
- Paratrichapus Scott, 1926
- Paraxestocis Miyatake, 1954
- Phellinocis Lopes-Andrade & Lawrence, 2005
- Plesiocis Casey, 1898
- Polynesicis Zimmerman, 1938
- Porculus Lawrence, 1987
- Rhopalodontus Mellié, 1847
- Scolytocis Blair, 1928
- Sphindocis Fall, 1917
- Strigocis Dury, 1917
- Sulcacis Dury, 1917
- Syncosmetus Sharp, 1891
- Tropicis Scott, 1926
- Wagaicis Lohse, 1964
- Xylographella Miyatake, 1985
- Xylographus Mellié, 1847